# Arpajon-sur-Cère
Pour les articles homonymes, voir Arpajon (homonymie) et Cère.
Arpajon-sur-Cère est une commune française située dans le département du Cantal, en région Auvergne-Rhône-Alpes.

## Géographie

### Localisation
La commune de Arpajon-sur-Cère se trouve dans le département du Cantal, en région Auvergne-Rhône-Alpes. Elle fait partie du Massif central, au sud-ouest des monts du Cantal, à la jonction des rivières Cère et Jordanne.
Elle se situe à 4,24 km par la route d'Aurillac, préfecture du département, et à 312,22 km de Lyon, préfécture de la région. La commune fait en outre partie du bassin de vie d'Aurillac et du canton d'Arpajon-sur-Cère dont elle est le chef-lieu.
Les communes les plus proches, les distances étant mesurées entre chefs-lieux de communes à vol d'oiseau, sont : Aurillac (2,7 km), Vézac (5,1 km), Giou-de-Mamou (5,5 km), Yolet (6,6 km), Naucelles (6,8 km), Saint-Simon (7,1 km), Roannes-Saint-Mary (7,4 km) et Ytrac (7,5 km).
Les communes limitrophes sont  Aurillac, Giou-de-Mamou, Labrousse, Prunet, Roannes-Saint-Mary, Vézac et Ytrac.
Arpajon-sur-Cère est limitrophe de sept autres communes.
| Aurillac           |                    | Giou-de-Mamou |
| Ytrac              | d'Arpajon-sur-Cère | Vézac         |
| Roannes-Saint-Mary | Prunet             | Labrousse     |

### Climat
Pour des articles plus généraux, voir Climat d'Auvergne-Rhône-Alpes et Climat du Cantal.
En 2010, le climat de la commune est de type climat océanique altéré, selon une étude du CNRS s'appuyant sur une série de données couvrant la période 1971-2000. En 2020, Météo-France publie une typologie des climats de la France métropolitaine dans laquelle la commune est exposée à un climat de montagne ou de marges de montagne et est dans la région climatique Ouest et nord-ouest du Massif Central, caractérisée par une pluviométrie annuelle de 900 à 1 500 mm, maximale en automne et en hiver.
Pour la période 1971-2000, la température annuelle moyenne est de 10,1 °C, avec une amplitude thermique annuelle de 15,6 °C. Le cumul annuel moyen de précipitations est de 1 282 mm, avec 12,6 jours de précipitations en janvier et 7,7 jours en juillet. Pour la période 1991-2020, la température moyenne annuelle observée sur la station météorologique de Météo-France la plus proche, sur la commune d'Aurillac à 3 km à vol d'oiseau, est de 10,5 °C et le cumul annuel moyen de précipitations est de 1 134,7 mm,. Pour l'avenir, les paramètres climatiques de la commune estimés pour 2050 selon différents scénarios d'émission de gaz à effet de serre sont consultables sur un site dédié publié par Météo-France en novembre 2022.
| Mois                                  | jan.             | fév.          | mars             | avril           | mai             | juin           | jui.           | août           | sep.            | oct.          | nov.             | déc.            | année      |
| ------------------------------------- | ---------------- | ------------- | ---------------- | --------------- | --------------- | -------------- | -------------- | -------------- | --------------- | ------------- | ---------------- | --------------- | ---------- |
| Température minimale moyenne (°C)     | −0,5             | −0,8          | 1,7              | 4               | 7,6             | 10,7           | 12,5           | 12,4           | 9,1             | 6,9           | 2,8              | 0,3             | 5,6        |
| Température moyenne (°C)              | 3,2              | 3,6           | 6,8              | 9,2             | 13              | 16,5           | 18,5           | 18,5           | 14,8            | 11,5          | 6,7              | 4               | 10,5       |
| Température maximale moyenne (°C)     | 6,9              | 8,1           | 11,9             | 14,5            | 18,4            | 22,2           | 24,6           | 24,6           | 20,5            | 16,2          | 10,7             | 7,7             | 15,5       |
| Record de froid (°C) date du record   | −24,5 09.01.1985 | −18 12.02.12  | −15,2 05.03.1971 | −9,1 12.04.1986 | −2,5 05.05.1979 | 0,1 06.06.1989 | 2,4 03.07.1979 | 0,7 30.08.1986 | −2,9 21.09.1977 | −8,1 25.10.03 | −11,6 30.11.1978 | −15,9 24.12.01  | −24,5 1985 |
| Record de chaleur (°C) date du record | 19,6 01.01.22    | 23,3 27.02.19 | 23,5 15.03.12    | 26,5 07.04.11   | 31,8 21.05.22   | 38,1 27.06.19  | 38 30.07.1983  | 37,7 04.08.03  | 33,5 12.09.22   | 31,2 01.10.23 | 23,2 06.11.1992  | 20,7 29.12.1983 | 38,1 2019  |
| Ensoleillement (h)                    | 1 053            | 1 266         | 1 761            | 1 853           | 2 113           | 2 435          | 2 722          | 2 579          | 2 109           | 1 532         | 1 038            | 1 002           | 21 464     |
| Précipitations (mm)                   | 90               | 76,5          | 79,4             | 108,5           | 107,4           | 82,3           | 70,8           | 88,4           | 106,9           | 100,5         | 117,8            | 106,2           | 1 134,7    |

## Urbanisme

### Typologie
Au 1er janvier 2024, Arpajon-sur-Cère est catégorisée ceinture urbaine, selon la nouvelle grille communale de densité à 7 niveaux définie par l'Insee en 2022.
Elle appartient à l'unité urbaine d'Aurillac, une agglomération intra-départementale dont elle est une commune de la banlieue,. Par ailleurs la commune fait partie de l'aire d'attraction d'Aurillac, dont elle est une commune de la couronne,. Cette aire, qui regroupe 85 communes, est catégorisée dans les aires de 50 000 à moins de 200 000 habitants,.

### Occupation des sols
L'occupation des sols de la commune, telle qu'elle ressort de la base de données européenne d’occupation biophysique des sols Corine Land Cover (CLC), est marquée par l'importance des territoires agricoles (65,5 % en 2018), une proportion sensiblement équivalente à celle de 1990 (65 %). La répartition détaillée en 2018 est la suivante : 
zones agricoles hétérogènes (39,4 %), prairies (26,1 %), forêts (23,5 %), zones urbanisées (8,6 %), zones industrielles ou commerciales et réseaux de communication (2,4 %). L'évolution de l’occupation des sols de la commune et de ses infrastructures peut être observée sur les différentes représentations cartographiques du territoire : la carte de Cassini (XVIIIe siècle), la carte d'état-major (1820-1866) et les cartes ou photos aériennes de l'IGN pour la période actuelle (1950 à aujourd'hui).

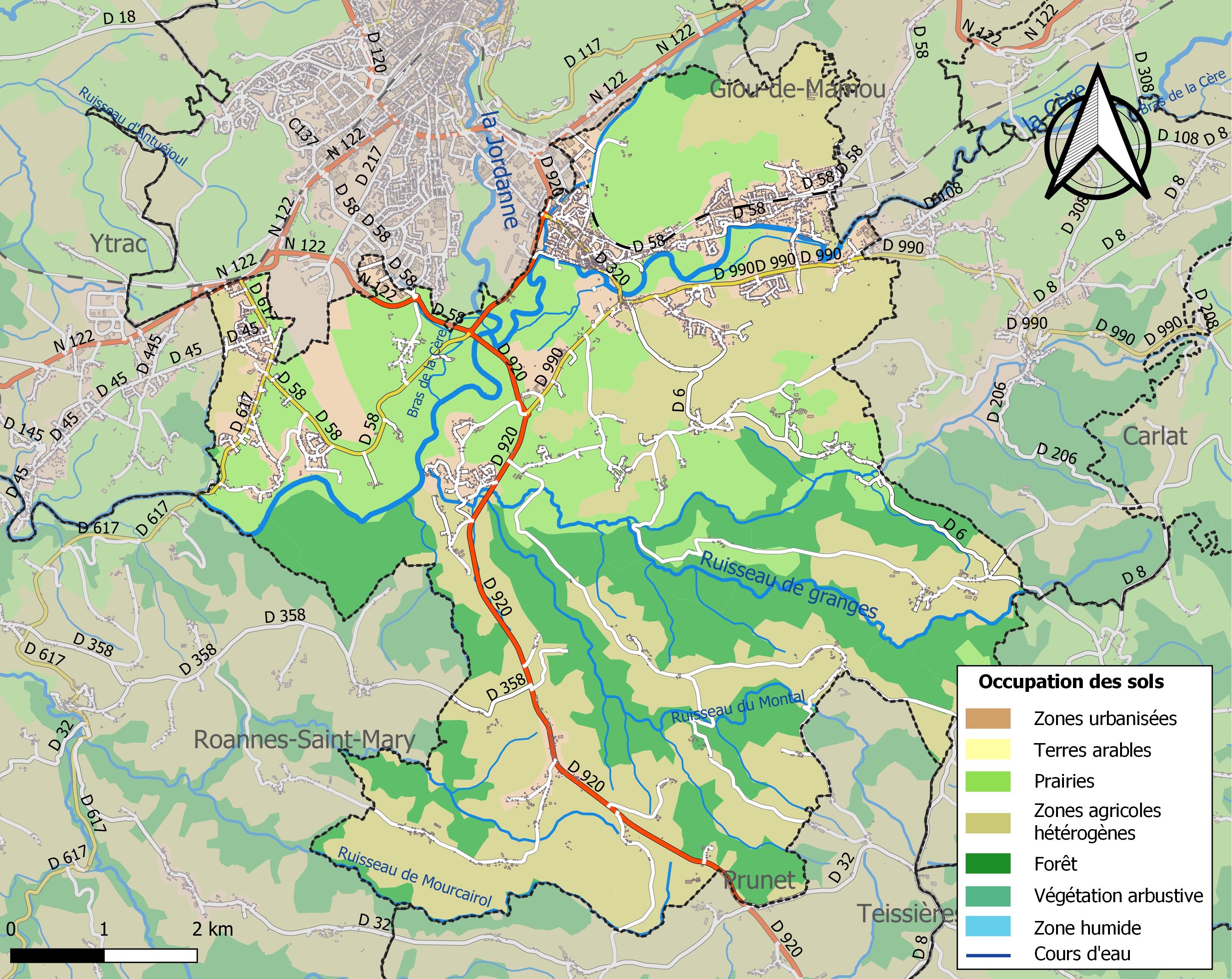
Carte des infrastructures et de l'occupation des sols de la commune en 2018 (CLC).

### Habitat et logement
En 2020, le nombre total de logements dans la commune était de 3 308, alors qu'il était de 3 162 en 2014 et de 2 873 en 2009.
Parmi ces logements, 90,2 % étaient des résidences principales, 4,4 % des résidences secondaires et 5,4 % des logements vacants. Ces logements étaient pour 74 % d'entre eux des maisons individuelles et pour 25,5 % des appartements.
Le tableau ci-dessous présente la typologie des logements à Arpajon-sur-Cère en 2020 en comparaison avec celle du Cantal et de la France entière. Une caractéristique marquante du parc de logements est ainsi une proportion de résidences secondaires et logements occasionnels (4,4 %) inférieure à celle du département (20,6 %) et à celle de la France entière (9,7 %). Concernant le statut d'occupation des résidences principales, 72,9 % des habitants de la commune sont propriétaires de leur logement (72,4 % en 2014), contre 70,6 % pour le Cantal et 57,5 pour la France entière.
| Typologie                                               | Arpajon-sur-Cère | Cantal | France entière |
| ------------------------------------------------------- | ---------------- | ------ | -------------- |
| Résidences principales (en %)                           | 90,2             | 67,7   | 82,1           |
| Résidences secondaires et logements occasionnels (en %) | 4,4              | 20,6   | 9,7            |
| Logements vacants (en %)                                | 5,4              | 11,7   | 8,2            |

## Toponymie
Attesté sous les formes vicaria arpajonensis en 923, Arpaio en 1269.
Arpaionem serait un toponyme d'origine gauloise composé avec le mot arepo = charrue, mais on y reconnaît le nom de personne latin Harpagius suivi du suffixe -onem.
La Cère doit son nom à un pré-celtique ser « couler, se mouvoir rapidement et violemment ».
En dialecte carladézien, Arpajon se prononcerait Olpotsou, selon une forme relevée sur place en 2007.

## Histoire
Les Entreprises Dejou Féniès & fils & Lartigue y furent implantées au XXe siècle, fabriquant des objets en bois et surtout des jouets Dejou, très recherchés par les collectionneurs.
En 1921, la commune d'Arpajon change de nom pour Arpajon-sur-Cère afin de la distinguer de la commune d'Arpajon située dans l'Essonne. Elle fait partie du canton d'Aurillac-Sud jusqu'en 1973, du canton d'Aurillac-III de 1973 à 1982 et du canton d'Arpajon-sur-Cère depuis 1982, dont elle est le chef-lieu, puis le bureau centralisateur.

## Politique et administration

### Découpage territorial
La commune d'Arpajon-sur-Cère est membre d'Aurillac Agglomération, un établissement public de coopération intercommunale (EPCI) à fiscalité propre créé le 22 novembre 1999 dont le siège est à Aurillac. Ce dernier est par ailleurs membre d'autres groupements intercommunaux.
Sur le plan administratif, elle est rattachée à l'arrondissement d'Aurillac, à la circonscription administrative de l'État du Cantal et à la région Auvergne-Rhône-Alpes.
Sur le plan électoral, elle dépend du canton d'Arpajon-sur-Cère pour l'élection des conseillers départementaux, depuis le redécoupage cantonal de 2014 entré en vigueur en 2015, et de la première circonscription du Cantal  pour les élections législatives, depuis le dernier découpage électoral de 2010.

### Tendances politiques et résultats
À l'élection municipale et communautaire de 2020, le vote a lieu au scrutin proportionnel compte tenu de la population de la commune en 2017 (6 217 habitants) ; il y a donc 29 postes de conseillers municipaux à pourvoir et 7 postes de conseillers communautaires. La liste d'Isabelle Lantuéjoul a obtenu la majorité au premier tour (61,01 % des voix) ; le taux de participation est de 56,52 % des votants.
| Nuance             | Liste                              | conduite par        | Résultats 1er tour | Sièges CM/CC |
| ------------------ | ---------------------------------- | ------------------- | ------------------ | ------------ |
| divers droite      | « Tout pour Arpajon »              | Isabelle Lantuéjoul | 61,01 %            | 24 / 6       |
| union de la gauche | « Avançons pour Arpajon-sur-Cère » | Michel Roussy       | 38,99 %            | 5 / 1        |

### Liste des maires
| Période                                  | Période    | Identité                 | Étiquette   | Qualité |
| ---------------------------------------- | ---------- | ------------------------ | ----------- | --- |
| Les données manquantes sont à compléter. |            |                          |             | |
| 1935                                     | 1940       | Félix Ramond (1871-1961) | Républicain | Médecin-chef des hôpitaux de Paris et entrepreneur |
| Les données manquantes sont à compléter. |            |                          |             | |
| mars 1959                                | mars 1977  | Robert Meyronneinc       | PS          | Médecin Conseiller général d'Aurillac-III (1973 → 1982) Conseiller général d'Arpajon-sur-Cère (1982 → 1983)                                                             |
| mars 1977                                | avril 2014 | Roger Destannes          | PS          | Retraité Adjoint au maire (1975 → 1977) Vice-président de la CABA (2001 → 2014)                                                                                         |
| avril 2014                               | mai 2020   | Michel Roussy            | PS          | Fonctionnaire retraité Président de la CABA (2017 → 2020) |
| mai 2020                                 | En cours   | Isabelle Lantuéjoul      | LR          | Ancienne commerçante Conseillère départementale d'Arpajon-sur-Cère (2015 → ) Vice-présidente du conseil départemental (2015 → ) 6e vice-présidente de la CABA (2020 → ) |

### Jumelages
Depuis 1972, Aurillac et sa voisine Arpajon-sur-Cère ont un comité de jumelage commun et sont conjointement jumelées avec :
- Bocholt (Allemagne) depuis 1972 ;
- Bassetlaw (Angleterre) depuis 1980 (10 avril) ;
- Bougouni (Mali) depuis 1985 ;
- Altea (Espagne) depuis 1992 ;
- Vorona (Roumanie) depuis 2000.

## Population et société

### Démographie

#### Évolution démographique
L'évolution du nombre d'habitants est connue à travers les recensements de la population effectués dans la commune depuis 1793. Pour les communes de moins de 10 000 habitants, une enquête de recensement portant sur toute la population est réalisée tous les cinq ans, les populations de référence des années intermédiaires étant quant à elles estimées par interpolation ou extrapolation. Pour la commune, le premier recensement exhaustif entrant dans le cadre du nouveau dispositif a été réalisé en 2005.

En 2022, la commune comptait 6 363 habitants, en évolution de +1,6 % par rapport à 2016 (Cantal : −1,08 %, France hors Mayotte : +2,11 %).
| 1793  | 1800  | 1806  | 1821  | 1831  | 1836  | 1841  | 1846  | 1851  |
| ----- | ----- | ----- | ----- | ----- | ----- | ----- | ----- | ----- |
| 1 836 | 1 728 | 2 064 | 2 043 | 2 234 | 2 292 | 2 331 | 2 350 | 2 271 |

| 1856  | 1861  | 1866  | 1872  | 1876  | 1881  | 1886  | 1891  | 1896  |
| ----- | ----- | ----- | ----- | ----- | ----- | ----- | ----- | ----- |
| 2 272 | 2 278 | 2 225 | 2 106 | 2 228 | 2 268 | 2 242 | 2 268 | 2 354 |

| 1901  | 1906  | 1911  | 1921  | 1926  | 1931  | 1936  | 1946  | 1954  |
| ----- | ----- | ----- | ----- | ----- | ----- | ----- | ----- | ----- |
| 2 457 | 2 450 | 2 579 | 2 332 | 2 412 | 2 467 | 2 576 | 2 824 | 2 891 |

| 1962  | 1968  | 1975  | 1982  | 1990  | 1999  | 2005  | 2006  | 2010  |
| ----- | ----- | ----- | ----- | ----- | ----- | ----- | ----- | ----- |
| 3 071 | 3 277 | 4 260 | 4 866 | 5 296 | 5 545 | 5 835 | 5 934 | 6 053 |

| 2015  | 2020  | 2022  | - | - | - | - | - | - |
| ----- | ----- | ----- | - | - | - | - | - | - |
| 6 252 | 6 313 | 6 363 | - | - | - | - | - | - |

| selon la population municipale des années : | 1968 | 1975 | 1982 | 1990 | 1999 | 2006 | 2009 | 2013 |
| Rang de la commune dans le département      | 5    | 3    | 3    | 3    | 3    | 3    | 3    | 3    |
| Nombre de communes du département           | 268  | 258  | 258  | 260  | 260  | 260  | 260  | 260  |

#### Pyramide des âges
La population de la commune est plus jeune que celle du département. En 2021, le taux de personnes d'un âge inférieur à 30 ans s'élève à 27,1 %, soit un taux supérieur à la moyenne départementale (26,5 %). À l'inverse, le taux de personnes d'un âge supérieur à 60 ans (33,4 %) est inférieur au taux départemental (36,6 %).
En 2021, la commune comptait 3 071 hommes pour 3 244 femmes, soit un taux de 51,37 % de femmes, supérieur au taux départemental (51,1 %).
Les pyramides des âges de la commune et du département s'établissent comme suit :
| Hommes | Classe d’âge | Femmes |
| ------ | ------------ | ------ |
| 0,5    | 90 ou +      | 1,8    |
| 8,7    | 75-89 ans    | 10,3   |
| 22,3   | 60-74 ans    | 23     |
| 23     | 45-59 ans    | 22,9   |
| 16,9   | 30-44 ans    | 16,3   |
| 12,8   | 15-29 ans    | 12     |
| 15,8   | 0-14 ans     | 13,7   |

| Hommes | Classe d’âge | Femmes |
| ------ | ------------ | ------ |
| 1,2    | 90 ou +      | 3,1    |
| 10,1   | 75-89 ans    | 13,5   |
| 22,9   | 60-74 ans    | 22,6   |
| 21,8   | 45-59 ans    | 20,5   |
| 16,1   | 30-44 ans    | 15,2   |
| 13,8   | 15-29 ans    | 11,9   |
| 14,2   | 0-14 ans     | 13,3   |

### Enseignement
Arpajon-sur-Cère fait partie de l'académie de Clermont-Ferrand
L'éducation est assurée sur la commune par une école maternelle et une école primaire.

### Culture et festivités
Médiathèque

### Activités sportives
Tennis, centre aquatique, skate, BMX

### Écologie et recyclage
La Plantelière (parc et espaces naturels...).
La collecte et le traitement des déchets des ménages et des déchets assimilés ainsi que la protection et la mise en valeur de l'environnement se font dans le cadre de la communauté d'agglomération du bassin d'Aurillac.

## Culture locale et patrimoine

### Lieux et monuments
- Église paroissiale Saint-Vincent
- Barrière hameau où est né Louis Laparra de Fieux.
- Pont de Cabrières, hameau et pont où il y avait un péage.
- Moulin du Pont-de-Mamou.
- Château de Carbonat, privé.
- Château de Conros où est né Robert d'Humières qui a traduit les œuvres de Rudyard Kipling dont le Livre de la jungle. Le château édifié vers 1130 par Astorg d'Aurillac se dresse sur un éperon rocheux qui domine une boucle de la Cère est inscrit aux monuments historiques depuis 1991. Le donjon flanqué d'un corps de logis et de deux tours rondes fut transformé à la Renaissance en une demeure de plaisance. Il abrite l'exposition Ode aux parfums et le musée des Arts et Traditions populaires de la vallée de la Cère. Le parc renferme des arbres centenaires et des fleurs odoriférantes[33].
- Château de Ganhac, actuellement maison de maître, ancien fief adjugé en 1676 à Charles de Broquin, marié avec Jeanne de Cambefort.
- Château de Montal, ancien fief avec chapelle castrale sous l'invocation de saint Michel dont est originaire la famille des seigneurs de Laroquebrou et de Conros. Appartenait ensuite à la famille de La Roque-Montal.
- Château de La Prade, acheté en 1756 par Marie-Françoise de Broglie, veuve de Charles Robert de Lignerac, qui y fit des travaux considérables. Ruiné par la Révolution.

### Cinéma
Plusieurs scènes du film Le Hobbit : Le Retour du roi du Cantal de Léo Pons y ont été tournées.

### Personnalités liées à la commune
- Louis Laparra de Fieux (Arpajon 1651 - 1706), ingénieur des fortifications et stratège.
- Louis Charles de Saint-Martial de Conros (Arpajon 1757 - 1838 Paris), homme politique, député du Cantal de 1824 à 1827 et de 1830 à 1831.
- Jean Baptiste Milhaud (Arpajon 1766 - Aurillac 1833), conventionnel, général, comte d'Empire.
- Joseph Vigier (Arpajon 1767 - 1833), homme politique, député du Cantal en 1815, lors des Cent-Jours, maire d'Arpajon-sur-Cère.
- Robert d'Humières, homme de lettres, traducteur de Kipling.
- Louis Dauzier, homme politique et maire d'Aurillac sous la Troisième République.
- Léo Pons, réalisateur.
- Antonin Dusserre (Carbonnat 1865 - 1925), romancier.
- François Sébastianoff (1932 - 2017) est un linguiste et un pédagogue français.

### Héraldique
|  | Les armes de la commune se blasonnent ainsi : D’azur à la bande d’or accompagnée de six coquilles du même ordonnées en orle. |